# Orava (Estonia)
Orava – wieś w Estonii, w prowincji Põlva, w gminie Orava.

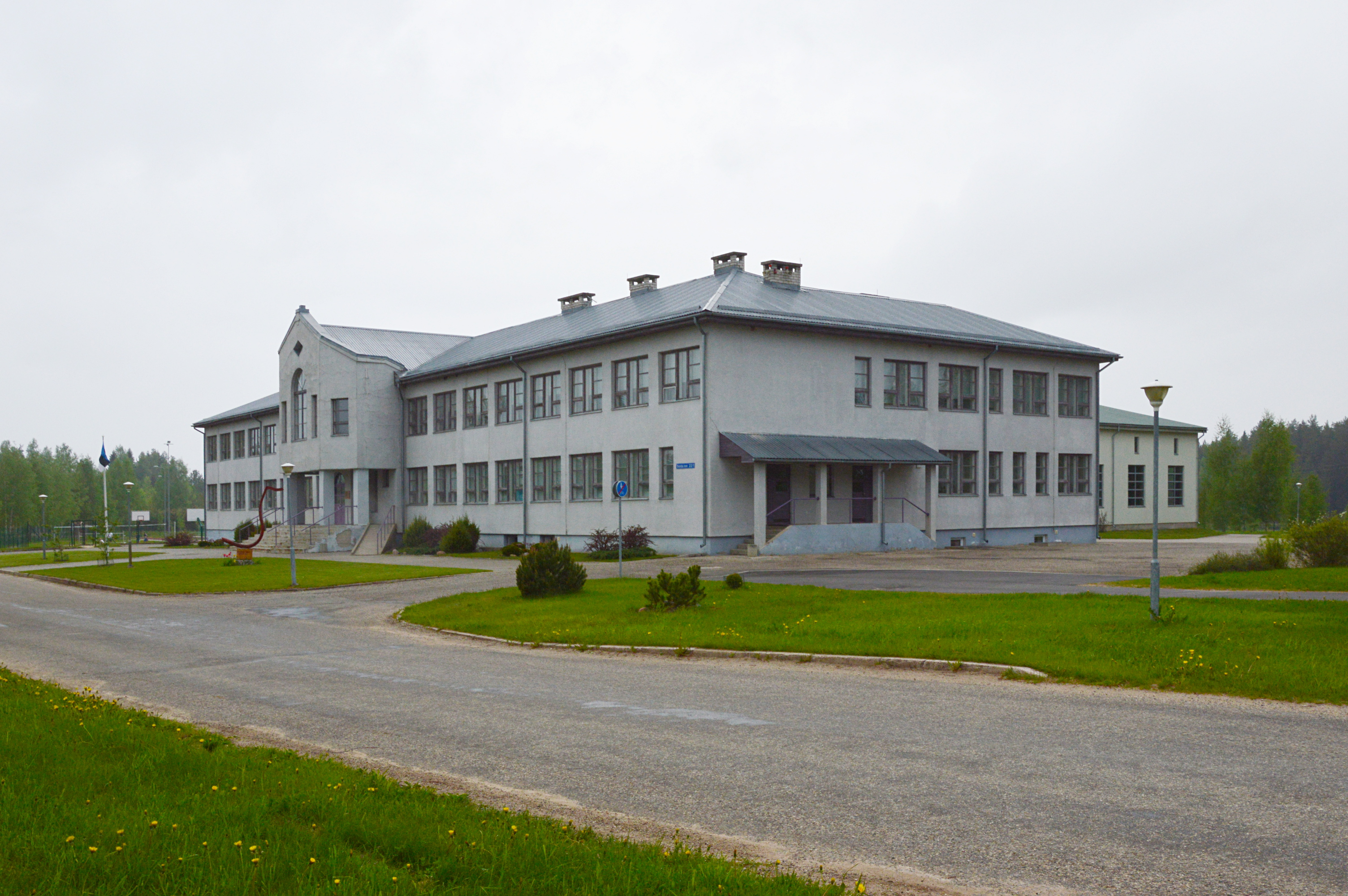
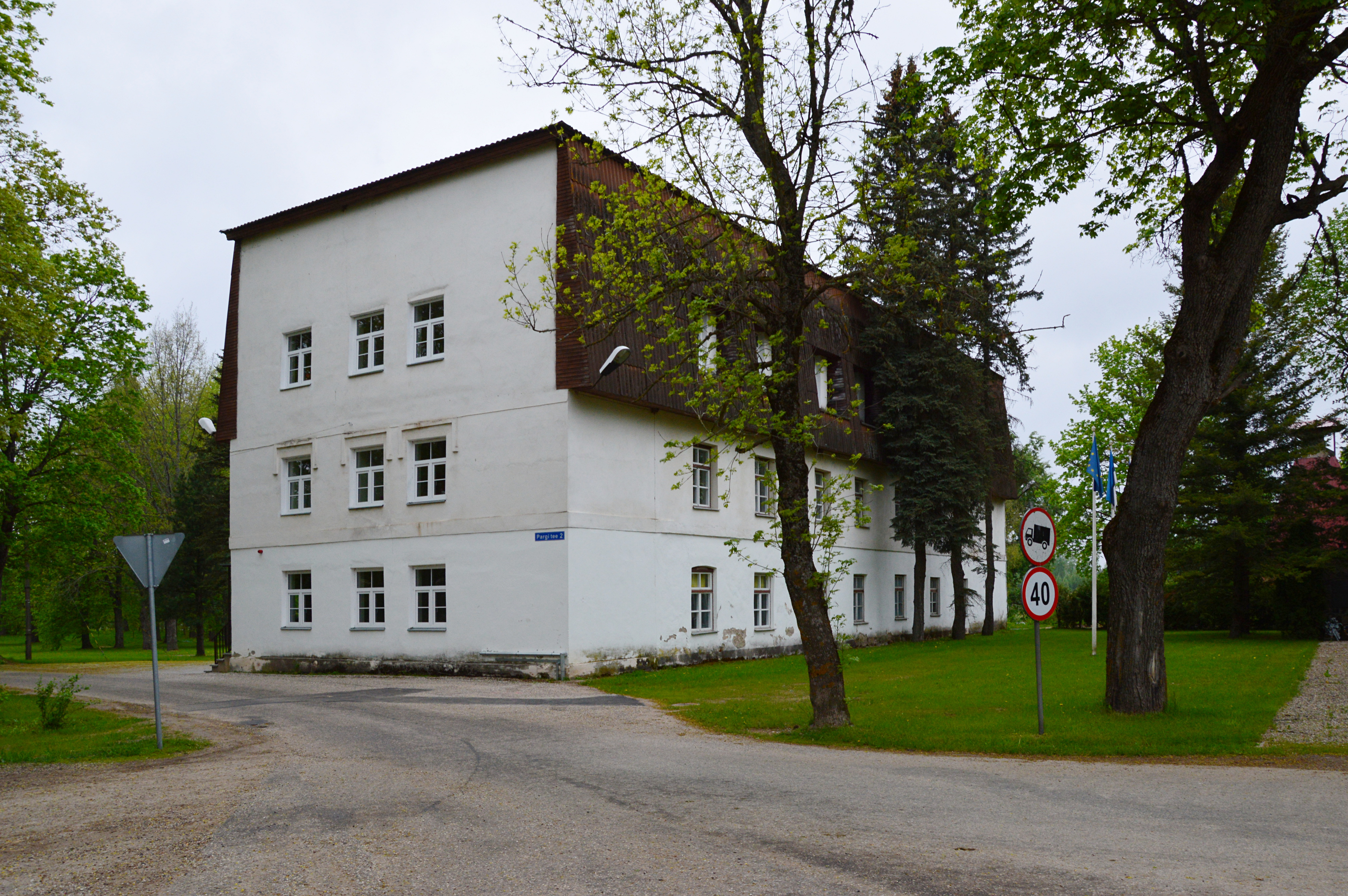
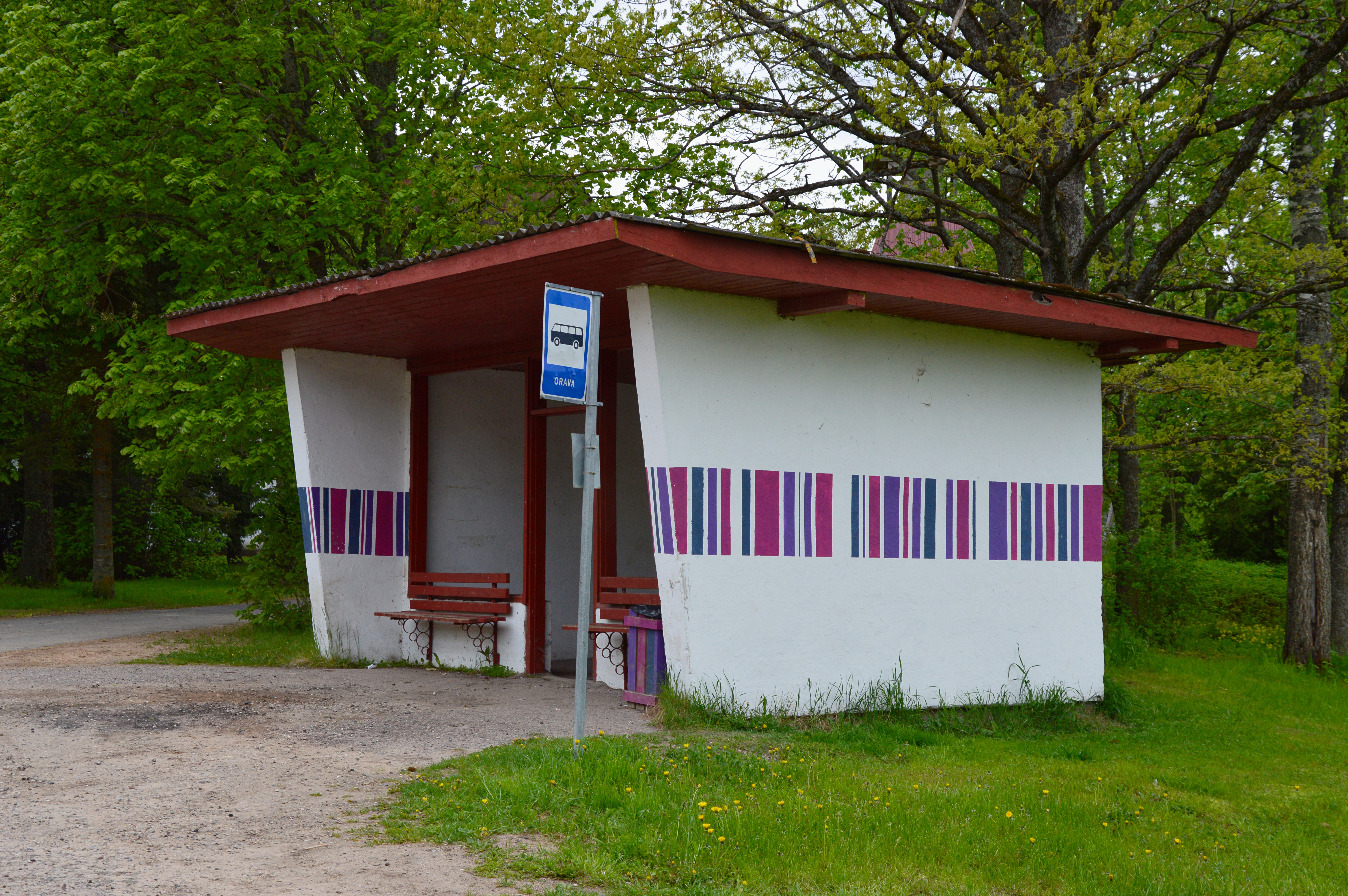
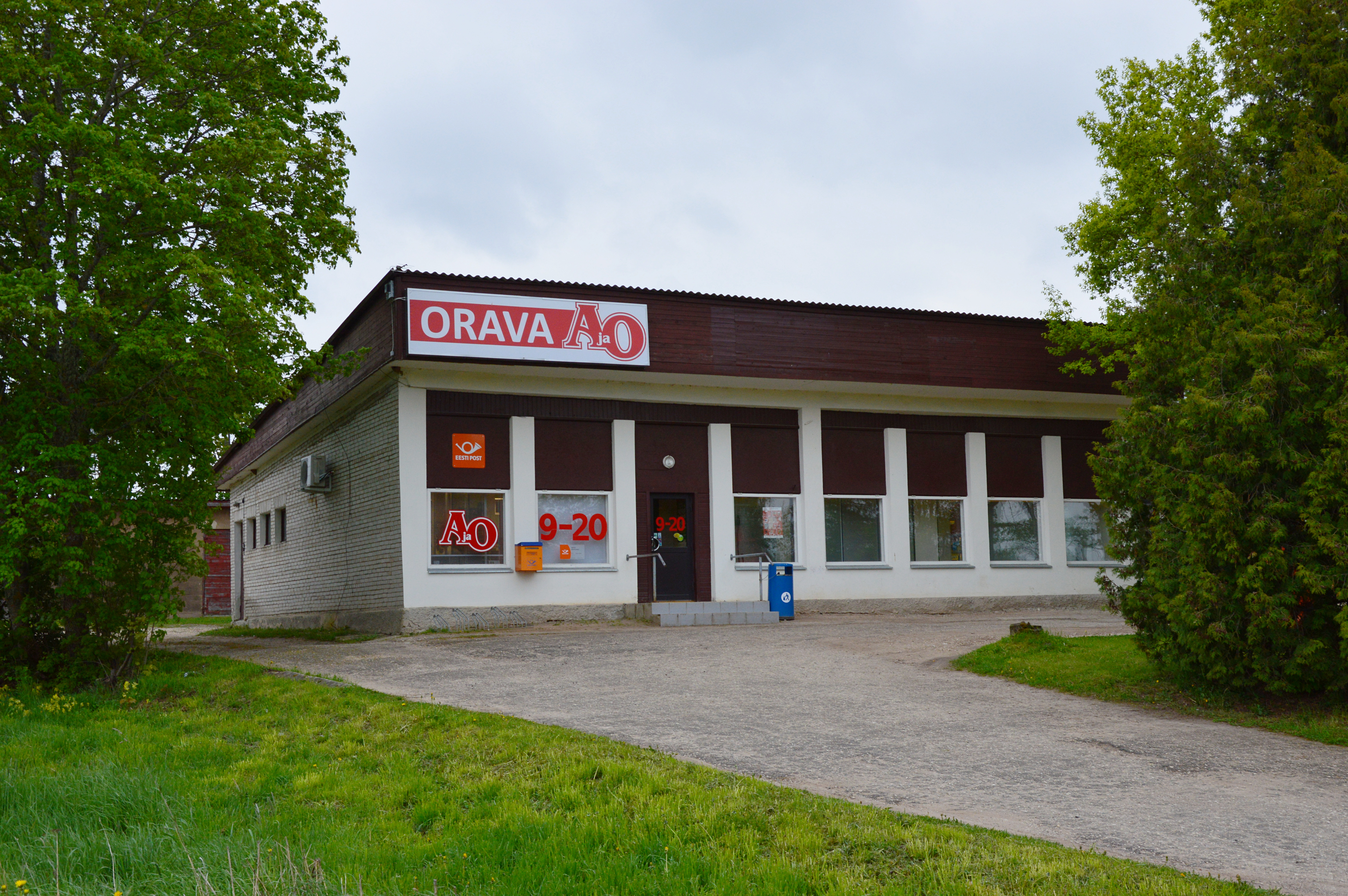
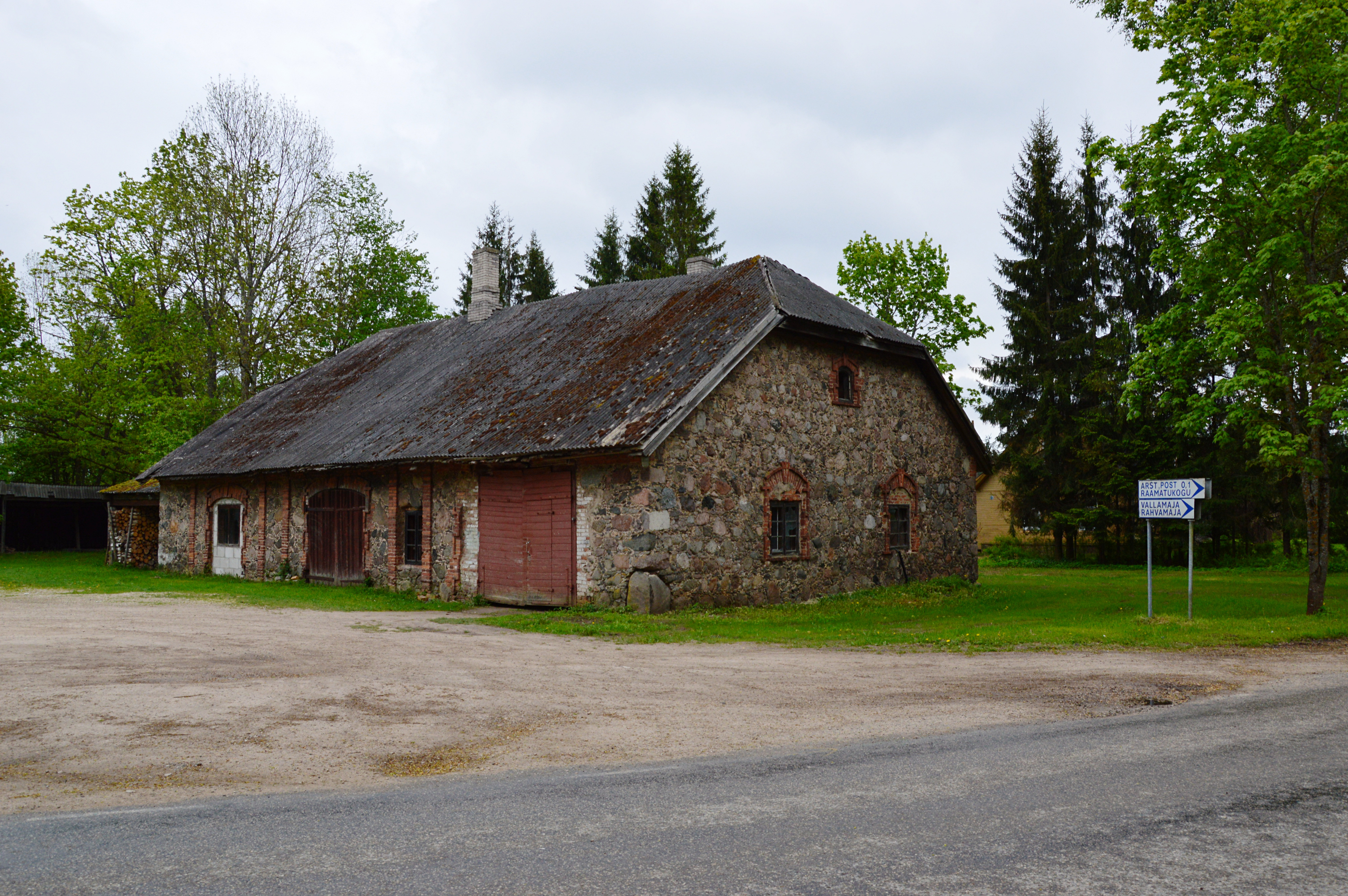
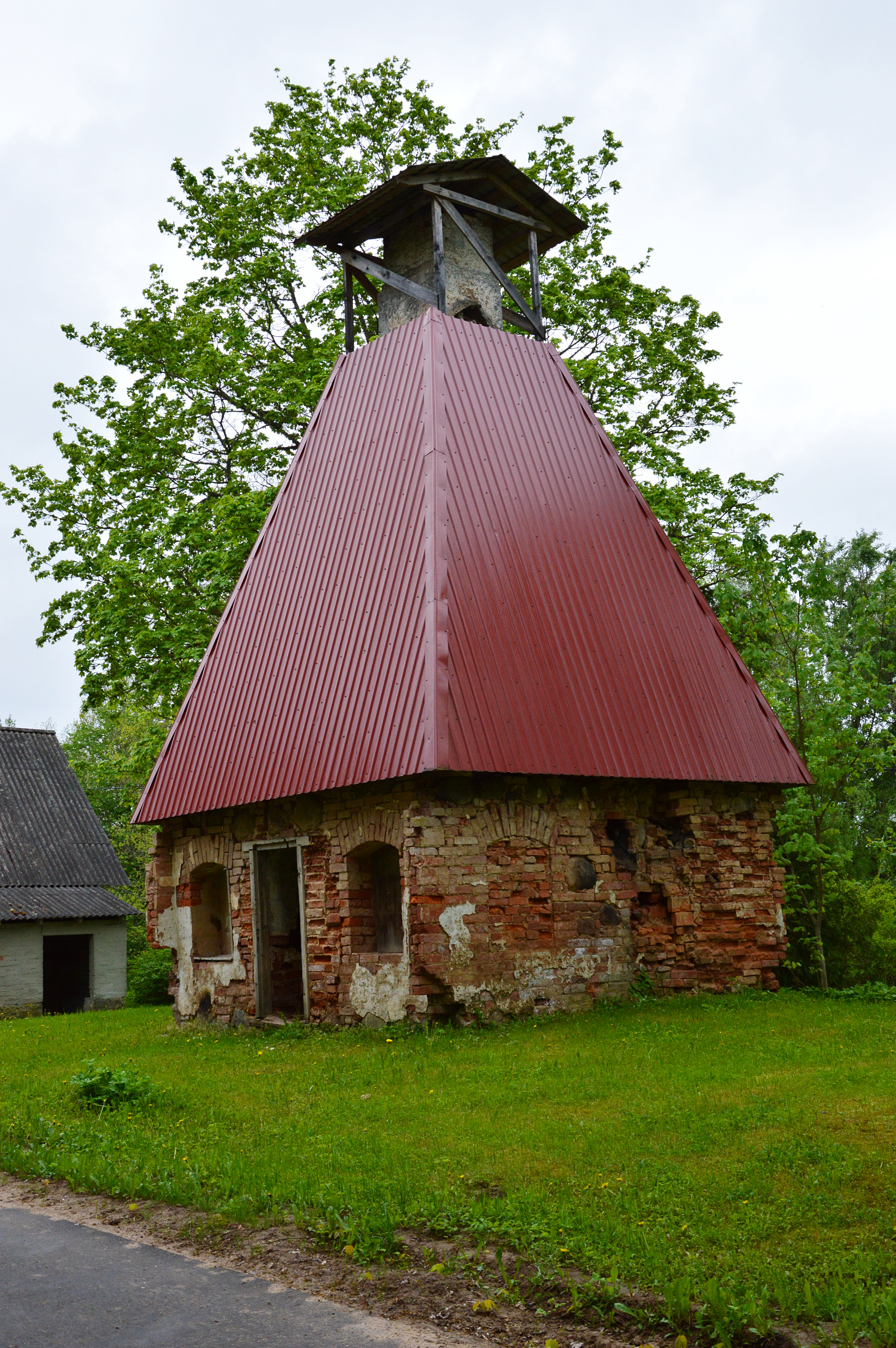
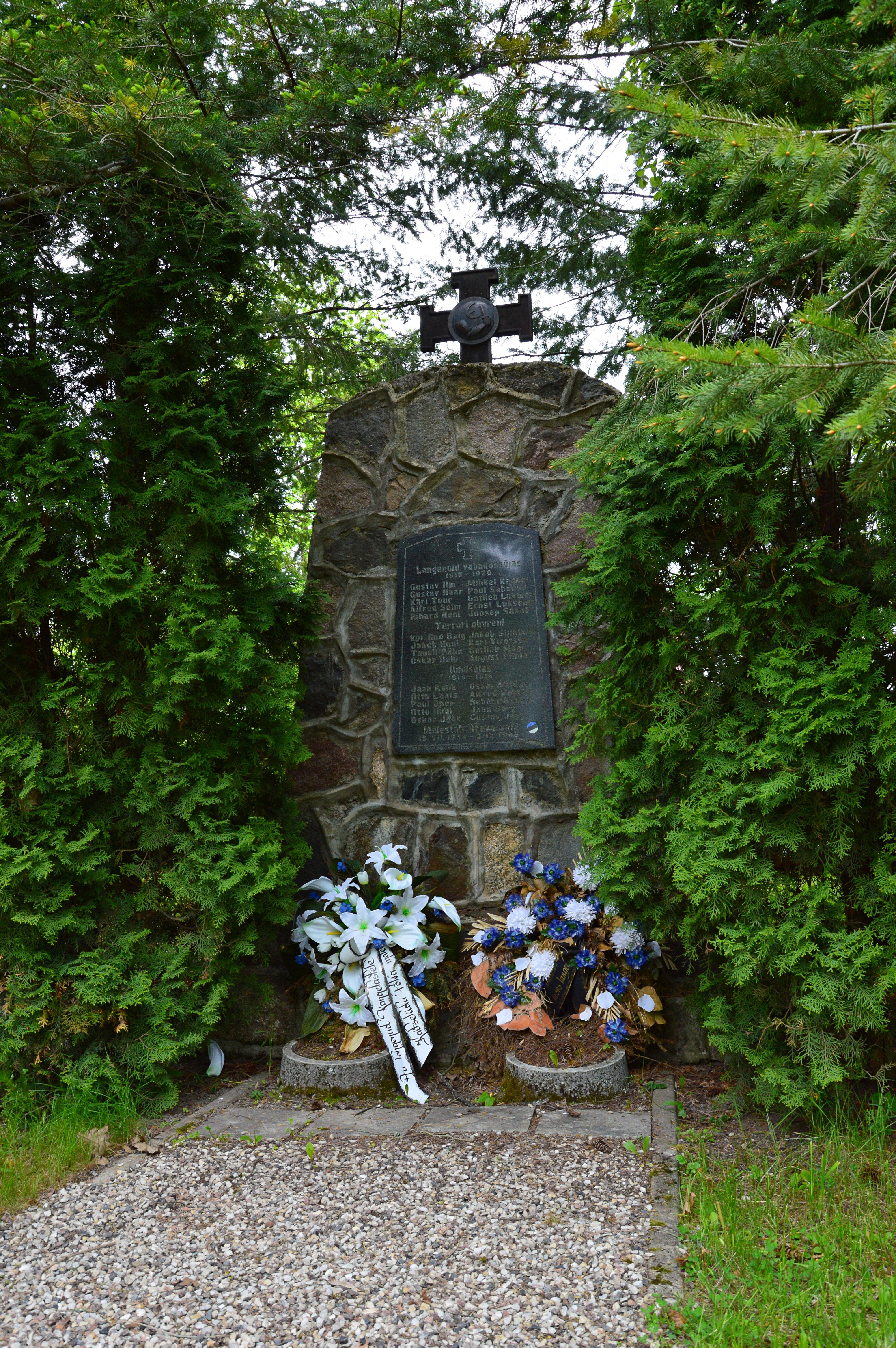